# Juan Díaz (peleador)
Juan Díaz (Lima, 30 de junio de 1998) es un artista marcial mixto peruano que actualmente compite en la división de peso gallo de LUX Fight League, donde ha sido campeón de peso gallo.

## Carrera de artes marciales mixtas

### Carrera temprana
Inició su carrera como profesional el 14 de octubre de 2017 con una victoria. Desde entonces, acumuló una racha de siete peleas invicto (seis victorias y un empate), incluyendo dos en la Fusion Fighting Championship, una de las grandes promotoras de MMA peruanas.

### Ultimate Warrior Challenge México
Díaz se trasladó a Tijuana, México para competir en UWC. Allí, cosechó dos victorias sobre Juan Campos en UWC México 28 por nocaut técnico en el primer asalto y Andrés Leal en UWC México 33 mediante decisión unánime. Entre ambas peleas, tuvo un breve regreso a FFC enfrentando a Rodrigo Vera por el título gallo, aunque no pudo ganar.

### LUX Fight League
A inicios de 2023, Díaz seguía compitiendo en suelo mexicano, solo que pasándose a LUX Fight League, donde debutó ante Irvin Amaya el 3 de febrero en LUX 030. Díaz se llevó la victoria por decisión unánime.
Díaz se enfrentó a Luis Guerrero el 21 de julio de 2023 en LUX 034. Ganó la pelea por sumisión en el primer asalto.

#### Campeonato de Peso Gallo de LUX
Díaz desafiaría al entonces campeón de peso gallo José Roura rumbo al evento LUX 038 a llevarse a cabo el 1 de diciembre de 2023. En una pelea dura y con un gran desempeño, Díaz se alzó con el título de la división tras ganar por decisión unánime.
Se tenía previsto que su primera defensa titular sería ante André Barquero el 26 de abril de 2024 en LUX 042. Sin embargo, Barquero se lesionó semanas antes y Abraham Nava ocupaba su lugar. La pelea la ganó el mismo Díaz por decisión unánime, reteniendo exitosamente el título.
Díaz se enfrento a José Roura en un combate titular de revancha el 1 de noviembre de 2024 en LUX 047. Con un tremendo nocaut en el cuarto asalto, venció nuevamente a Roura para retener el título.
Díaz se enfrentó a Uriel Cossio el 21 de febrero de 2025 en LUX 050. Ganó la pelea por decisión unánime en lo que era su tercera defensa titular.

## Campeonatos y logros
- LUX Fight League
  - Campeonato de Peso Gallo de LUX (una vez, actual)
  - Mayor cantidad de victorias consecutivas en la historia de la división de peso gallo LUX (6)
  - Segundo mayor número de victorias en la historia de la división de peso gallo de LUX (6)
  - Nocaut más tardío en la historia de LUX (5:00 en el cuarto asalto) vs. José Roura
  - Nocaut más tardío en una pelea titular de LUX (5:00 en el cuarto asalto) vs. José Roura

## Récord en artes marciales mixtas
| Récord profesional | Récord profesional | Récord profesional |
| 16 peleas          | 14 victorias       | 1 derrota          |
| ------------------ | ------------------ | ------------------ |
| Nocaut             | 4                  | 0                  |
| Sumisión           | 2                  | 0                  |
| Decisión           | 8                  | 1                  |
| Empate             | 1                  | 1                  |

| Resultado | Récord | Oponente                | Método                      | Evento                                         | Fecha                    | Ronda | Tiempo | Localización     | Notas                                           |
| --------- | ------ | ----------------------- | --------------------------- | ---------------------------------------------- | ------------------------ | ----- | ------ | ---------------- | ----------------------------------------------- |
| Victoria  | 14–1–1 | Uriel Cossio            | Decisión (unánime)          | LUX 050                                        | 21 de febrero de 2025    | 5     | 5:00   | Monterrey        | Defendió el Campeonato de Peso Gallo de LUX.    |
| Victoria  | 13–1–1 | José Roura              | TKO (paro médico)           | LUX 047                                        | 1 de noviembre de 2024   | 4     | 5:00   | Ciudad de México | Defendió el Campeonato de Peso Gallo de LUX.    |
| Victoria  | 12–1–1 | Abraham Nava            | Decisión (unánime)          | LUX 042                                        | 26 de abril de 2024      | 3     | 5:00   | Guadalajara      | Defendió el Campeonato de Peso Gallo de LUX.    |
| Victoria  | 11–1–1 | José Roura              | Decisión (unánime)          | LUX 038                                        | 1 de diciembre de 2023   | 5     | 5:00   | Monterrey        | Ganó el Campeonato de Peso Gallo de LUX.        |
| Victoria  | 10–1–1 | Luis Guerrero           | Sumisión (rear-naked choke) | LUX 034                                        | 21 de julio de 2023      | 1     | 4:59   | Cancún           |                                                 |
| Victoria  | 9–1–1  | Irvin Amaya             | Decisión (unánime)          | LUX 030                                        | 3 de febrero de 2023     | 3     | 5:00   | Monterrey        |                                                 |
| Victoria  | 8–1–1  | Andrés Leal             | Decisión (unánime)          | UWC México 33                                  | 29 de abril de 2022      | 3     | 5:00   | Tijuana          |                                                 |
| Derrota   | 7–1–1  | Rodrigo Vera            | Decisión (unánime)          | FFC 47                                         | 23 de octubre de 2021    | 3     | 5:00   | Lima             | Por el vacante Campeonato de Peso Gallo de FFC. |
| Victoria  | 7–0–1  | Juan Campos             | TKO (golpes)                | UWC México 28                                  | 13 de junio de 2021      | 3     | 1:21   | Tijuana          |                                                 |
| Victoria  | 6–0–1  | Carlos Huachin          | Decisión (unánime)          | FFC 44                                         | 10 de diciembre de 2020  | 3     | 5:00   | Lima             |                                                 |
| Victoria  | 5–0–1  | Javier Guzmán           | TKO (golpes)                | Crixus MMA 05                                  | 6 de diciembre de 2019   | 2     | 1:49   | Guadalajara      |                                                 |
| Victoria  | 4–0–1  | Ramón Cardozo           | Decisión (unánime)          | Fortis Fight Cage 2                            | 28 de septiembre de 2019 | 3     | 5:00   | Tijuana          |                                                 |
| Victoria  | 3–0–1  | Arturo Lemus            | Sumisión (armbar)           | Martial Entertainment: Fight Night Champions 4 | 15 de junio de 2019      | 1     | 3:22   | Tijuana          |                                                 |
| Empate    | 2–0–1  | Juan da Silva           | Decisión (dividida)         | HFC 83: Da Silva vs. Díaz                      | 8 de diciembre de 2018   | 3     | 5:00   | Córdoba          |                                                 |
| Victoria  | 2–0    | Francisco Alessandria   | TKO (paro médico)           | Delirium Fest 4                                | 14 de septiembre de 2018 | 3     | 3:46   | Córdoba          |                                                 |
| Victoria  | 1–0    | Nahuel Alejandro Farias | Decisión (unánime)          | HFC: Noche de Campeones 19                     | 14 de octubre de 2017    | 3     | 5:00   | Córdoba          |                                                 |